# Rhinia
Rhinia is een geslacht van insecten uit de familie van de Rhiniidae, die tot de orde tweevleugeligen (Diptera) behoort.

## Soorten
Deze lijst is mogelijk niet compleet.
- R. apicalis (Wiedemann, 1830)